# Paul Fliche
Pour les articles homonymes, voir Fliche.
Henri-Marie-Thérèse-André Fliche, dit Paul Fliche, né à Rambouillet en 8 juin 1836 et mort à Nancy en 29 novembre 1908  est un paléontologue du XIXe siècle. 

## Biographie
Il enseigne la botanique à l’École nationale des eaux et forêts de Nancy et devient correspondant de l’Académie des Sciences en 1904. 
Fliche a publié, entre autres, sur les plantes fossiles du Trias de Lorraine et sur la flore du Tertiaire en France. En raison d'une éducation religieuse stricte, il n'était pas un adepte de la théorie de l'évolution.

## Première description
- Annalepis Zeilleri n. sp., aujourd'hui : Lepacyclotes zeilleri (Fliche 1910)

Julius Schuster a classé cette plante en 1932 dans les Cycadaceae du genre Lepacyclotes établi par Ebenezer Emmons en 1856, Gregory Retallack 1997 actuellement valable comme Lepacyclotes zeilleri (Fliche 1910) appartient à l'ordre Isoetales établi par Carl Prantl en 1874.

## Taxons dédiés éponymes
Nicolas Théobald lui a rendu hommage en 1937 par les insectes fossiles, coléoptère Quedius flichei et diptère Sciara flichei et Plecia flichei synonyme de Plecia livida Heer. 
Sinon pour les espèces concernées, consulter la liste générée automatiquement.

## Distinctions
- Chevalier de la Légion d'honneur (1894).

## Publications
- Étude paléontologique sur les tufs quaternaires de Resson (1884)
- Les Naturalisations forestières en France et la paléontologie (1897)
- Flore fossile du Trias en Lorraine et en Franche-Compté. In: Bull. Soc. Sci. Nancy, 6 (3), Berger-Levrault (éditeurs), Paris – Nancy 1905, S. 1–66, Pl. I – V
- Flore fossile du Trias en Lorraine et en Franche-Compté. In: Bull. Soc. Sci. Nancy, 7 (3), Berger-Levrault (éditeurs), Paris – Nancy 1906, S. 67–166,
- Flore fossile du Trias en Lorraine et en Franche-Compté. In: Bull. Soc. Sci. Nancy, 9 (3), Paris – Nancy 1908, S. 167–221.
- Flore fossile du Trias en Lorraine et en Franche-Compté. In: Bull. Soc. Sci. Nancy, 11 (3), Paris – Nancy 1910,  S. 222–286.